# Filip Fischer
Filip Fischer, född 8 mars 1981 i Malung, är en svensk snowboardåkare (alpint). Han är bror till snowboardåkaren Sara Fischer.
1984 stod han för första gången i slalombacken på ett par slalomskidor. Han fastnade för skidåkningen och redan som 12-åring gjorde han debut i en tävling i Väsjöbacken i Sollentuna kommun. Han tävlade då i en ungdomsklass. Efter sin tävlingsdebut fortsatte han att tävla på skidor från 1986 till 1992, han deltog i cuper så som Kalle Anka Cupen.
1992 bytte Fischer från skidor till snowboardbräda. Han var med i SM första gången 1996 och fick då en förstaplacering. Från 2002 tävlade han i svenska landslaget där han var med i 7 år. När han var färdigutbildad lärare 2009 slutade han med snowboarden som yrke. 
Nu undervisar han i idrott och företagsekonomi på Falu Frigymnasium i Falun.